# Укрнафта
Публічне акціонерне товариство «Укрна́фта» (ПФТС: UNAF; УБ: UNAF) — найбільша нафтогазовидобувна компанія України, видобуває понад 86 % нафти, 28 % газового конденсату та 16 % газу від загального видобутку вуглеводнів в Україні. Розробляє родовища вуглеводнів на території двох нафтогазоносних регіонів України, що охоплюють Львівську, Івано-Франківську, Чернівецьку, Сумську, Чернігівську, Полтавську та Харківську області, 2 571 нафтових та газових свердловин, 563 АЗС у 26 регіонах України.

## Історія
На початку 1945 року на базі «Укрнафтокомбінату» було створено державне підприємство «Виробниче об'єднання „Укрнафта“», яке мало забезпечувати видобуток нафти в Україні.
ВАТ «Укрнафта» створено відповідно до рішення Державного комітету України по нафті і газу від 23 лютого 1994 року № 57 шляхом (перетворення корпоратизації) державного підприємства «Виробниче об'єднання „Укрнафта“» у відкрите акціонерне товариство.
У 1997 і 1999 роках були проведені додаткові емісії акцій, в результаті чого статутний фонд збільшився в 21 раз.
У 2017 частка товариства у загальному видобутку нафти з газовим конденсатом в Україні складає 65,7 %, частка у загальному видобутку газу — 5,3 %.
Станом на 1 січня 2018 року «Укрнафта» володіла 82 спеціальними дозволами на видобування (промислову розробку родовищ) вуглеводнів. На балансі підприємства перебуває 43 бурові установки, володіє однією з найбільших в Україні мереж заправних станцій, присутньою у більшості регіонів країни — на 1 січня 2018 року експлуатувала 537 АЗС.
31 липня 2020 року головою правління компанії став Олег Гез, що більше року до цього був тимчасовим виконувачем обов'язків глави компанії.
У квітні 2024 року компанія провела сейсмічне дослідження на технологічній площі розміром 98 км².
17 січня 2025 року «Укрнафта» пробурила першу за 13 років свердловину на одному з наймолодших та найперспективніших родовищ компанії. У найближчі роки підприємство планує побудувати там ще 10 нових свердловин.
23 січня 2025 року Антимонопольний комітет України (АМКУ) дозволив державній компанії «Укрнафта» купити 51 % частки ТОВ «Альянс Холдинг», що володіє 118 заправками під брендом Shell в Україні.
У червні 2025 року фонд «Повернись живим» з «Укрнафтою» передав місту Стрий обладнаний автомобіль для перевезення людей із інвалідністю.[значущість факту?]

## Власники

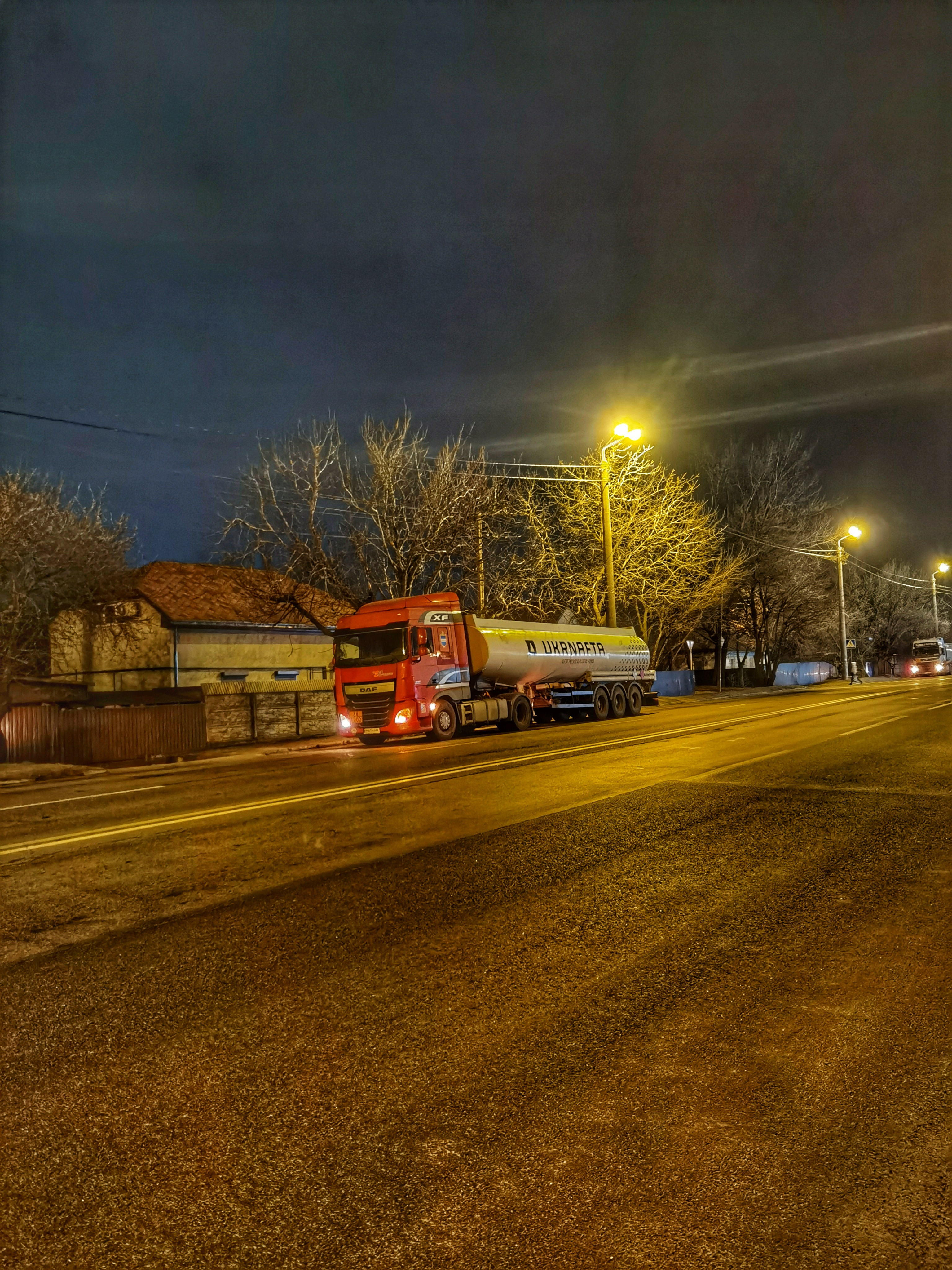
Вантажівка Укрнафти

З 1998 року НАК «Нафтогаз України» володів контрольним пакетом акцій: 50 % + 1 акція ПАТ «Укрнафта».
42 % акцій належали структурам українського олігарха Ігоря Коломойського.
8 % акцій належали компаніям Littop Enterprises Limited, Dridgemont Ventures Limited і Bordo Management Limited, що зареєстровані в офшорній зоні на Кіпрі.
5 листопада 2022 року за рішенням Ставки Верховного головнокомандувача під головуванням президента України Володимира Зеленського, у зв'язку з військовою необхідністю, відповідно до закону України від 17 травня 2012 року № 4765 «Про передачу, примусове відчуження або вилучення майна в умовах правового режиму воєнного чи надзвичайного стану» активи стратегічно важливих підприємств, з-поміж яких і ПАТ «Укрнафта», були відчужені у власність держави. Про це під час брифінгу повідомив секретар Ради національної безпеки і оборони України Олексій Данілов. «Вилучені активи набули статусу військового майна, їх управління передано Міністерству оборони України. По завершенні дії військового стану, відповідно до вимог закону, вказані активи можуть бути повернені власникам, або буде відшкодовано їхню вартість. Для забезпечення потреб країни в умовах воєнного стану ми маємо право приймати такі рішення», — повідомив він.

## Структура
| Підрозділи                                                                                        | Код ЄДРПОУ ВП | Місцезнаходження ВП                                                                          |
| ------------------------------------------------------------------------------------------------- | ------------- | -------------------------------------------------------------------------------------------- |
| Нафтогазовидобувне управління «Долинанафтогаз»                                                    | 00136490      | 77500, Івано-Франківська область, Долинський район, м. Долина, вулиця Промислова, 7          |
| Нафтогазовидобувне управління «Надвірнанафтогаз»                                                  | 00136515      | 78400, Івано-Франківська область, Надвірнянський район, м. Надвірна, вулиця Грушевського, 13 |
| Нафтогазовидобувне управління «Чернігівнафтогаз»                                                  | 00136573      | 17500, Чернігівська область, м. Прилуки, вулиця Вокзальна, 1                                 |
| Бориславська центральна база виробничого обслуговування                                           | 00136538      | 82300, Львівська область, м. Борислав, вулиця Шевченка, 77-А                                 |
| Центр нормативно-економічних досліджень                                                           | 20564147      | 76000, Івано-Франківська область, Верховинський район, вулиця Незалежності, 93               |
| Полтавська воєнізована частина по попередженню і ліквідації відкритих нафтових і газових фонтанів | 00135415      | 36000, Полтавська область, м. Полтава, Київський район, вулиця Ліварна, 10                   |
| Гнідинцівський газопереробний завод                                                               | 00136875      | 17600, Чернігівська область, Варвинський район, смт Варва                                    |
| Полтавське тампонажне управління                                                                  | 00143113      | 36034, Полтавська область, м. Полтава, Київський район, вулиця Половки, 90                   |
| Долинське тампонажне управління                                                                   | 00142800      | 77500, Івано-Франківська область, Долинський район, м. Долина, вулиця Промислова, 4          |
| Долинський газопереробний завод                                                                   | 00136857      | 77503, Івано-Франківська область, Долинський район, м. Долина, вулиця Підлівче, 63           |
| Прикарпатське управління бурових робіт                                                            | 26429551      | 77504, Івано-Франківська область, Долинський район, м. Долина, вулиця Степана Бандери, 1     |
| Центр геолого-тематичних досліджень                                                               | 00147140      | 04053, м. Київ, Шевченківський район, узвіз Кудрявський, 5                                   |
| Гоголівська центральна база виробничого обслуговування                                            | 00137035      | 38310, Полтавська область, Великобагачанський район, смт Гоголеве, вулиця Жовтнева, 70       |
| Прилуцьке управління бурових робіт                                                                | 00142875      | 17500, Чернігівська область, м. Прилуки, вулиця Київська, 200                                |
| Охтирське управління бурових робіт                                                                | 00143455      | 42700, Сумська область, м. Охтирка, вулиця Київська, 164-А                                   |
| Управління автоматизованих систем                                                                 | 05414835      | 04053, м. Київ, Шевченківський район, провулок Нестеровський, 3-5                            |
| Нафтогазовидобувне управління «Охтирканафтогаз»                                                   | 05398533      | 42700, Сумська область, м. Охтирка, вулиця Київська, 119                                     |
| Нафтогазовидобувне управління «Бориславнафтогаз»                                                  | 00136544      | 82300, Львівська область, м. Борислав, Карпатська Брама, 26                                  |
| Качанівський газопереробний завод                                                                 | 00137041      | 42730, Сумська область, Охтирський район, с. Мала Павлівка, вулиця Центральна, 1             |
| Нафтогазовидобувне управління «Полтаванафтогаз»                                                   | 22525915      | 36000, Полтавська область, м. Полтава, Київський район, вулиця Монастирська, 12              |
| Науково-дослідний і проєктний інститут                                                            | 33603711      | 76019, Івано-Франківська область, м. Івано-Франківськ, Північний бульвар імені Пушкіна, 2    |
| Монтажно-налагоджувальне управління                                                               | 33948480      | 42700, Сумська область, м. Охтирка, вулиця Київська, 119                                     |

Публічне акціонерне товариство «Укрнафта» функціонує як єдиний виробничо-господарський комплекс.
Середньооблікова чисельність працівників ВАТ «Укрнафта» у 2009 році становила 29 790 осіб, в тому числі:
- Робітників — 24 186 осіб;
- Керівників, спеціалістів та службовців — близько 6 000 осіб.

До складу Компанії входять:
- шість нафтогазовидобувних управлінь;
- три управління бурових робіт;
- три газопереробні заводи;
- один нафтопереробний завод;
- два тампонажних управління;
- дві центральні бази виробничого обслуговування;
- Полтавська воєнізована частина з попередження і ліквідації відкритих нафтових і газових фонтанів;
- Управління автоматизованих систем;
- Монтажно-налагоджувальне управління;
- Науково-дослідний і проєктний інститут;
- Центр нормативно-економічних досліджень;
- Центр геолого-тематичних досліджень;
- Представництво Компанії у Російській Федерації, країнах Близького Сходу та Північної Африки.

У складі апарату управління ПАТ «Укрнафта» функціонує Управління реалізації нафтопродуктів, до якого входять відділення реалізації нафтопродуктів у різних областях України, які включають 563 автозаправні станції.
Основними навчальними закладами і центрами, де проводилося навчання є:
- Івано-Франківський національний технічний університет нафти і газу;
- Дрогобицький нафтовий технікум;
- Інститут електрозварювання ім. Патона;
- Львівський міжгалузевий інститут підвищення кваліфікації.

На балансі ПАТ «Укрнафта» знаходяться чотири дитячі оздоровчі табори та санаторій-профілакторій у різних регіонах України. У м. Долина діє медсанчастина зі стаціонаром, де лікуються нафтовики та члени їх сімей.

## Діяльність

Господарські показники ВАТ «Укрнафта»

У 1960-1997 роках введено в розробку 74 нових нафтових родовища.
Найвищого рівня видобутку за останні 15 років «Укрнафтою» нафти в Україні було досягнуто у 2007 році (3,2 млн т), газу — (3,3 млрд м³) у 2006. Надалі видобуток вуглеводнів знижувався внаслідок вичерпання вже відкритих родовищ та скорочення обсягів геологорозвідувальних робіт у зв'язку з фінансовою світовою кризою.
Наразі видобуток нафти та газу здійснюється на 2 571 нафтових та газових свердловинах, на 102 родовищах.
Найбільші Долинське нафтове родовище (Івано-Франківська область), Глинсько-Розбишівське нафтогазоконденсатне родовище (Полтавська область), Гнідинцівське нафтогазоконденсатне родовище (Чернігівська область), Качанівське нафтогазоконденсатне родовище (Сумська область), Бориславське нафтогазоконденсатне родовище (Львівська область), Леляківське нафтогазоконденсатне родовище (Чернігівська область)
У 2011 році зменшила видобуток нафти на 6,2 % — до 2 млн 78,8 тис т, газоконденсату — на 28,4 %, до 193,2 тис т. Крім того, в 2011 році підприємство скоротило видобуток газу на 12,2 % (на 298 600 000 м³) — до 2 млрд 146 600 000 м³.
Протягом 2018 наростила видобуток нафти з конденсатом та газу на 6,4 % та 10,6 % відповідно. Середньодобовий видобуток нафти з конденсатом сягнув 4,2 тис т, газу — 3,2 млн м³.
У 2023 році «Укрнафта» видобула 1,4099 млн т нафти, що на 3 % більше, ніж у 2022 році, та 1,0974 млрд м³ газу, що на 6 % більше, ніж у попередньому році.
8 квітня 2024 року, згідно повідомлення ПАТ «Укрнафта», компанія готує майданчик для буріння двох розвідувальних свердловин на Заході України. Згідно з побудованою цифровою 3D геологічною та гідродинамічною моделлю родовища станом на 1 січня 2023 року, початкові загальні запаси нафти по продуктивних горизонтах становлять 5,9 млн т, газу - 468 млн м³.
23 грудня 2024 року група «Нафтогаз» повідомила про свої досягнення протягом 11 міс. 2024 року, зокрема, 4 листопада 2024 року ПАТ «Укрнафта» повідомило, що пробурило найглибшу за останні 8 років свердловину, фактична глибина якої становить 4520 м. За добу дебіт нафти складає 65 т, газу — 21,5 тис. м³; 
Загалом за 11 міс. 2024 року АТ «Укргазвидобування» та ПАТ «Укрнафта» видобули понад 13,5 млрд м³ газу.

## Фінансовий стан

Фінансові показники

Статутний фонд ВАТ «Укрнафта» (станом на 2010 рік) — 13557127,50 грн. Розділений на 54228,5 тис. простих акцій номіналом 0,25 грн. Державі в особі НАК «Нафтогаз України» належить 50 % + 1 акція. Порядку 42 % акцій, як повідомляється в ЗМІ, контролюють підприємства, що входять до фінансово-промислової групи «Приват». Протягом 2009 року чистий прибуток компанії знизився порівняно до попереднього року на 73 %, до 348 млн грн. У 2010 фінансовий стан суттєво покращився і за три квартали 2010 року чистий прибуток компанії зріс до 2,45 млрд грн. Виторг компанії також продовжував зростати і на кінець ІІІ кв. 2010 року становив 19,4 млрд грн.
Найбільший виторг за часів свого існування отримала в 2007 — 17,6 млрд грн. Найбільший чистий прибуток отримано в 2006 — 2,412 млрд грн. Хоча вже відомо, що чистий прибуток і товарооборот в 2010, в гривневому еквіваленті буде рекордним. За три квартала 2010 року чистий прибуток вже становив — 2,45 млрд грн. І за 2010 рік склав 2,64 млрд грн.
25 лютого 2010 року відбулись чергові збори акціонерів на яких було прийнято рішення про зміну голови правління компанії, Олексія Куща на Пітера Ванхекке. Також розподілено чистий прибуток за 2010. 30 % якого вирішено направити на виплату дивідендів акціонерам.
На чергових зборах акціонерів, що відбулися 22 березня 2011, акціонерами, згідно з вимогами законодавства, було прийнято рішення про реорганізацію компанії з ВАТ у ПАТ (Публічне акціонерне товариство).
Ринкова капіталізація компанії на 1 січня 2011 становила 4 млрд, 100 млн доларів США.
Компанія першою серед українських підприємств вийшла на міжнародний фондовий ринок, здійснивши у 1999 програму Американських депозитарних розписок (ADR) першого рівня (депозитарій The Bank of New York).
Американські депозитарні розписки включені до лістингу Берлінської та Франкфуртської фондових бірж, користуються попитом на Американському фондовому ринку.  Акції ВАТ «Укрнафта» протягом останніх років користувались стійким попитом на вітчизняному фондовому ринку, що підтверджується обсягами укладених угод та свідчить про високу привабливість компанії.
«Укрнафта» є одним із лідерів вітчизняного фондового ринку і належить до так званих «блакитних фішок», що своєю чергою характеризує її фінансову стабільність і привабливість її акцій, ціна яких за минулий рік зросла більш ніж у тричі і на кінець 2010 року становила 600 грн. 22 липня 2015 року Марк Роллінз був обраний новим очільником компанії «Укрнафта». На зібранні акціонерів за відповідне рішення проголосували 99,97 % акціонерів, один голос був проти і один утримався.
22 жовтня 2015 року, в рамках стягнення заборгованості за податковими зобов'язаннями, Державна фіскальна служба України описала майно, включаючи нерухомість, газопереробні заводи, свердловини і товарну продукцію компанії «Укрнафта» на суму 9,278 млрд грн.
У січні-червні 2018 року збільшила чистий прибуток на 54,3 % (на 725,306 млн грн) у порівнянні з аналогічним періодом 2017 року — до 2 млрд 61,468 млн грн.
У листопаді 2022 року в компанії «Укрнафта» склалася складна ситуація. Після оцінки роботи за жовтень, виявилася податкова заборгованість на суму 3,1 млрд грн, що стало результатом діяльності попереднього керівництва. Крім цього, на рахунках компанії було лише 40 млн грн, тоді як витрати на виплату зарплат на місяць складали 500 млн грн. Також у компанії виникли проблеми з дебіторською заборгованістю на суму 30 млрд грн, яка може бути втрачена. В результаті багаторічного недофінансування видобутку вуглеводнів, деякі свердловини з високим рівнем видобутку були передані в спільну власність приватним компаніям. В цілому, ситуація у компанії є складною та вимагає негайних заходів для її подолання.
Компанія завершила І кв. 2023 року з чистим прибутком у розмірі 4,3  млрд грн. Цей показник дорівнює чистому прибутку, отриманому компанією у мирному 2020 році (4,3 млрд грн.) та майже вдвічі перевищує результат за весь 2021 рік — 2,4 млрд грн.
2023 року компанія отримала 24 млрд грн чистого прибутку, спрямувала 8 млрд грн на дивіденди.

## Розслідування

### Анексія Криму
12 квітня 2019 року, арбітражний суд ухвалив рішення стягнути з РФ на користь ПАТ «Укрнафта» $44,4 млн компенсації за експропріацію майна компанії в анексованому Криму.

### Розкрадання грошей
У лютому 2023 року головному бухгалтеру компанії «Укртатнафта» оголосили підозру щодо привласнення 40 млрд грн колишнім менеджментом «Укрнафти» та «Укртатнафти». Компанія виробляла та продавало пальне через мережу АЗС без сплати акцизного податку, хоча він входив до ціни. Заборгованість складала 605 млн грн. Загалом менеджмент «Укрнафти» та «Укртатнафти» привласнив 40 млрд грн.